# Fenris (comics)
 (janvier 2021).
Si vous disposez d'ouvrages ou d'articles de référence ou si vous connaissez des sites web de qualité traitant du thème abordé ici, merci de compléter l'article en donnant les références utiles à sa vérifiabilité et en les liant à la section « Notes et références ».
Le duo Fenris, composé des jumeaux Andrea et Andreas von Strucker, est une équipe de super-vilains appartenant à l’univers de Marvel Comics. Ils sont apparus pour la première fois dans Uncanny X-Men #194 en 1985.

## Origines
Andrea et Andreas sont les enfants du Baron von Strucker. Ils sont eux aussi des sympathisants nazis et travaillent à l’ascension du IVe Reich.
On ignore de nombreux pans de leur vies ; on sait cependant qu’Andrea fut mariée à un homme prénommé Jan, décédé depuis, et qu’elle fut un jour abusée et violée par l’Homme Pourpre. Il est fortement insinué que les deux sont amants
Lors de leur première apparition, ils attaquèrent Tornade des X-Men qui avait pris la défense d’une jeune femme noire qu’ils venaient d’agresser. Andrea la laissa pour morte.
Pendant le procès de Magnéto à Paris, les deux terroristes lancèrent une attaque contre la Cour internationale de justice, dans le but d’éliminer l’ancien ennemi de leur père. Battus par les X-Men, ils s’échappèrent par les égouts.
On les vit refaire surface au sein des Parvenus, participants d’un jeu organisé par le Maître du jeu. Les jumeaux tentèrent de capturer Omega Red pour gagner des points mais échouèrent. Leur objectif suivant consistait à tuer Félina mais la mutante, aidée par Facteur-X, les battit facilement.
Après la chute du Caïd, les jumeaux tinrent une conférence avec d’autres magnats du crime pour se partager son empire. Ils y rencontrèrent leur jeune frère, Werner. Ce dernier provoqua un conflit d’intérêt et voulut se débarrasser de Hammerhead. Il fut tué par son propre père, le Baron Strucker, infiltré en tant qu’homme de main.
Les Fenris travaillèrent alors avec leur père jusqu’à la mort d’Andrea, tuée par le Baron Zemo, possédant le corps de Citizen V.
Andreas devint par la suite le quatrième Swordsman et rejoignit sous ce nom les nouveaux Thunderbolts. En greffant un bout de peau de sa sœur sur la garde de son épée, il fut toujours capable d’utiliser ses pouvoirs.
Il recruta le savant nazi Arnim Zola afin qu’il crée un clone de sa défunte sœur. Ce clone fut tué par Le Tireur au cours de l’Invasion Secrète des Skrulls.
Andreas affronta alors Norman Osborn. Ce dernier l’empala sur sa propre épée et jeta son corps d’une fenêtre.

## Pouvoirs
- À la suite de manipulation génétique in utero, les jumeaux possèdent des pouvoirs quand ils sont au contact l’un de l’autre. Andrea génère des rafales d’énergie détruisant la matière, et Andreas émet un puissant rayon de force solide. Ils peuvent aussi voler à vitesse modérée.
- Tous deux ont été entraînés à l’art du combat, et Andreas est un excellent bretteur.

## Apparitions dans d'autres médias

### Télévision
Interprété par Sandra Hess (Andrea)
- 1998 : Nick Fury: Agent of SHIELD (téléfilm) réalisé par Rod Hardy.

Dans cette itération, Andrea apparaît en tant que Vipère avec son autre frère Werner (en).
- 2017 : The Gifted (série télévisée).

Ce sont les arrières grand-père et grand'tante de Lauren et Andy Strucker.